# Willi Steinhof
Willi Steinhof (* 16. August 1879 in Braunschweig; † 9. Februar 1967 ebenda) war ein deutscher Fußballspieler, Leichtathlet und Sportfunktionär.

## Laufbahn
Steinhof spielte zunächst für den FC Brunsviga 1896 Braunschweig, den Fußballverein des Herzoglichen Lehrerseminars in Braunschweig. Nach der Auflösung des FC Brunsviga im Jahr 1901 schloss er sich zusammen mit zahlreichen anderen ehemaligen Mitgliedern dem FuCC Eintracht Braunschweig an. Mit der Eintracht nahm Steinhof an der Endrunde um die deutsche Fußballmeisterschaft 1904/05 teil und kam dort in allen drei Spielen seines Vereins zum Einsatz. Im Alter von 30 Jahren beendete er seine aktive Laufbahn, blieb jedoch als Fußball- und Leichtathletiktrainer im Verein.
Neben dem Fußball war Steinhof auch in der Leichtathletik aktiv, wo er als Kurz- und Mittelstreckenläufer antrat. 1898 holte er seinen ersten Sieg im 500-Meter-Lauf, 1908 lief er zusammen mit Johannes Runge und Edmund Beber einen deutschen Rekord in der 3-mal-1000-Meter-Staffel. Bei den deutschen Meisterschaften 1904 belegte Steinhof im 400-Meter-Lauf den zweiten Platz.

## Tätigkeit als Sportfunktionär
Bereits als aktiver Spieler war Steinhof als Funktionär im Fußballbund für das Herzogtum Braunschweig und später im Norddeutschen Fußball-Verband (NFV) tätig, zudem wurde er im Alter von 26 Jahren 2. Vorsitzender Eintracht Braunschweigs. Von 1919 bis 1920 war er 1. Vorsitzender der Eintracht.
1919 wurde Steinhof Abteilungsleiter an der Deutschen Hochschule für Leibesübungen in Berlin. Von 1928 bis 1933 war er Beisitzer der Deutschen Sportbehörde für Leichtathletik. Nach der Neuordnung des Sports im Dritten Reich erhielt er die Berufung zum Vorsitzenden des Bezirks Braunschweig im Deutschen (später Nationalsozialistischen) Reichsbund für Leibesübungen, außerdem hatte er den Posten des Fußballfachwarts für Niedersachsen und Bremen inne.

## Schriften
- Leichtathletik: Technik und Methodik. Georg Westermann, Braunschweig 1926.